# Skånes Väl
Skånes Väl var en partibeteckning för valalliansen Skånes Valförbund som bestod av 16 skånska regionala partier som ställde upp i valen till Regionfullmäktige år 1998 och 2002. Störst framgång hade Skånes Väl i valet 1998 då partiet fick 6 mandat och en vågmästarroll i regionfullmäktige. Skånes Väl ställde inte upp i valet 2006 då man i stället valde att stödja Sverigedemokraterna.

## Historia
Partiet bildades i april 1997 av 16 lokala partier, deltagande partier var:
| Parti                     | Kommun                                                         |
| Burlövspartiet            | Burlövs kommun                                                 |
| Centrum-Demokraterna      | Svalövs kommun                                                 |
| Eslövspartiet             | Eslövs kommun                                                  |
| Framstegspartiet          | Bjuvs kommun, Landskrona kommun och Åstorps kommun             |
| Hörbypartiet              | Hörby kommun                                                   |
| Kommunens Väl (Skurup)    | Skurups kommun                                                 |
| Kommunens Väl (Tomelilla) | Tomelilla kommun                                               |
| Sjöbopartiet              | Sjöbo kommun och Kristianstads kommun*                         |
| Skånepartiet              | Lunds kommun, Malmö kommun, Svedala kommun och Vellinge kommun |
| Staffanstorpspartiet      | Staffanstorps kommun                                           |

* Sjöbopartiet i Kristianstad heter numera Kristianstadbygdens Framtid.

### Valet 1998
I valet till Region Skåne 1998 fick valalliansen 6 mandat, men kort efter valet uppstod interna stridigheter inom alliansen. Den 21 maj 2000 upplöstes Skånes Valförbund med Skånes Väl och Carl P. Herslow (Skånepartiet) och Harry Franzén (Centrum-Demokraterna) uteslöts. Resterande medlemmar återbildade en ny allians under namnet "Valförbundet för Skånes väl". Herslow/Franzéns falang bildade samtidigt "Skånes Valförbund".
Efter splittringen 2000 har de båda falangerna varit inblandade i en långdragen strid om vilken av organisationerna som har rätt till partistödet som Skånes Väl har rätt till efter valframgången 1998.

### Valet 2002
I valet 2002 lyckades inte Skånes väl att ta sig in i regionfullmäktige. Herslow/Franzéns falang, under beteckningen Skånepartiet, lyckades heller inte att komma in i regionfullmäktige.

### Valet 2006
I valet 2006 valde Skånes väl att stödja Sverigedemokraterna och ställde således inte upp i valet. Herslow/Franzéns falang kommer att gå till val under namnet Skånes Självständighetsparti.